# De Havilland DH.34
Die De Havilland DH.34 war ein als Doppeldecker ausgelegtes einmotoriges Verkehrsflugzeug des britischen Herstellers de Havilland Aircraft Company aus den 1920er Jahren. Die zwölf gebauten Maschinen wurden nur wenige Jahre von Imperial Airways und ihren Vorgängergesellschaften eingesetzt.

## Entwurf
Nachdem sich die DH.18 als nicht wirtschaftlich genug erwiesen hatte, begann Geoffrey de Havilland 1921 mit der Entwicklung des für zehn Passagiere ausgelegten Eindeckers DH.29 Doncaster. Gleichzeitig begannen die Arbeiten an der DH.32, einer Weiterentwicklung der DH.18 mit sparsameren Rolls-Royce Eagle-Motoren. Da sich beide Entwürfe als unzureichend erwiesen, wurden die Entwicklungsarbeiten beendet und durch den Doppeldecker DH.34 ersetzt. Der neue Entwurf übernahm den Rumpf der Doncaster und konnte somit zehn Passagiere befördern.
Die DH.34 besaß einen mit Sperrholz beplankten Rumpf und stoffbespannte hölzerne Tragflächen. Die für zwei Piloten ausgelegte Pilotenkanzel befand sich vor den Tragflächen und der Passagierkabine. Als Antrieb diente ein Napier-Lion-Kolbenmotor, der über einen Schwungkraftanlasser gestartet werden konnte.
Nachdem die Fluggesellschaft Daimler Hire zwei Modelle bestellt hatte, absolvierte der Prototyp am 26. März 1922 seinen Erstflug. Nach einem schweren Unfall im Jahr 1923 entstand die 34A mit größerer Spannweite.

## Einsatz
Die DH.34 begann am 2. April 1922 ihren Einsatz bei Daimler auf der Strecke zwischen London und Paris. Von den sechs von Daimler genutzten DH.34 waren vier im Besitz des Air Council. Instone Air Line setzte ebenfalls vier gemietete Modelle ein. Die sowjetische Fluggesellschaft Dobroljot erwarb ein weiteres Exemplar.
Nach der Gründung der Imperial Airways am 1. April 1924, einem Zusammenschluss von Daimler, Instone, Handley Page Transport und British Marine Air Navigation, befanden sich sieben DH.34 im Besitz der neuen Gesellschaft. Die letzten vier Flugzeuge wurden 1926 außer Dienst gestellt und verschrottet.
Die DH.34 wurde hauptsächlich im Verkehr über den Ärmelkanal eingesetzt. Der Prototyp war alleine in den ersten neun Monaten 8.000 Stunden in der Luft, das zweite Modell brachte es auf 160.000 Kilometer ohne zwischenzeitliche Überholung. In den ersten vier Jahren gingen sechs DH.34 durch teilweise sehr schwere Unfälle verloren.

## Versionen
DH.34Ursprungsversion, elf Flugzeuge
DH.34Bverbesserte Version mit verlängerten oberen Tragflächen

## Nutzer
Sowjetunion
- Dobroljot

 Vereinigtes Königreich
- Daimler Hire Ltd
- Imperial Airways
- Instone Air Line

## Technische Daten (DH.34)

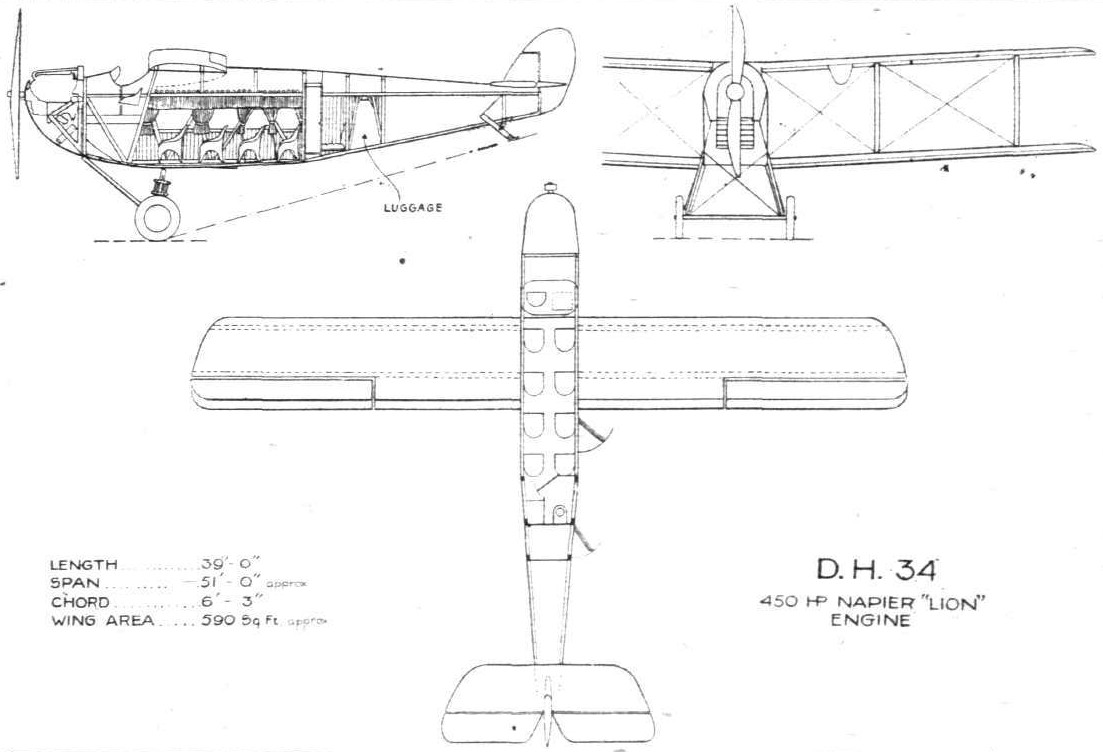
De Havilland DH.34

| Kenngröße             | Daten                                          |
| --------------------- | ---------------------------------------------- |
| Besatzung             | 2                                              |
| Passagiere            | 10                                             |
| Länge                 | 11,89 m                                        |
| Spannweite            | 15,65 m                                        |
| Höhe                  | 3,66 m                                         |
| Flügelfläche          | 54,8 m²                                        |
| Leergewicht           | 2.075 kg                                       |
| Startgewicht          | 3.266 kg                                       |
| Reisegeschwindigkeit  | 169 km/h                                       |
| Höchstgeschwindigkeit | 206 km/h                                       |
| Reichweite            | 587 km                                         |
| Triebwerke            | ein 12-Zylinder-Y-Motor Napier Lion mit 336 kW |